# Supernova 2023
L'ottava edizione di Supernova si è svolta dal 4 all'11 febbraio 2023 e ha selezionato il rappresentante della Lettonia all'Eurovision Song Contest 2023 a Liverpool.
I vincitori sono stati i Sudden Lights con Aijā.

## Organizzazione
L'emittente pubblica Latvijas Televīzija (LTV) ha confermato la presenza della Lettonia all'Eurovision Song Contest 2023 il 3 agosto 2022, annunciando inoltre l'organizzazione dell'ottava edizione di Supernova, utilizzato dal 2015 come processo di selezione del rappresentante nazionale. A partire dal successivo 22 settembre è stata data la possibilità agli artisti interessati di inviare i propri inediti fino al 1º dicembre, a patto che fossero cittadini lettoni e che le canzoni fossero composte per almeno i due terzi da autori lettoni.
La competizione si è svolta nel febbraio 2023 ed è consistita in due serate: nella semifinale del 4 febbraio si sono esibiti tutti e 15 i partecipanti, dei quali 10 hanno avuto accesso alla finale del successivo 11 febbraio. Il voto combinato di giuria e televoto ha decretato tutti i risultati.

## Partecipanti
I quindici partecipanti e i relativi inediti sono stati selezionati da una giuria interna fra le 121 proposte ricevute e sono stati resi noti il 5 gennaio 2023. Fra i concorrenti c'è anche Justs che ha precedentemente rappresentato il paese all'Eurovision Song Contest 2016.
Il 6 gennaio 2023 Saule, inizialmente confermato fra i partecipanti con Finally Happy, è stato squalificato dalla competizione poiché il suo brano era già stato pubblicato un anno prima su YouTube.
| Artista           | Titolo            | Lingua  | Compositori                                                                                                |
| ----------------- | ----------------- | ------- | --- |
| 24. Avēnija       | You Said          | Inglese | Ernests Vīgners, Kārlis Grīnbergs                                                                          |
| Adriana Miglāne   | Like I Wanna      | Inglese | Adriana Miglāne, Charlie Mason, Darren Michaels, Martin Älenmark                                           |
| Alise Haijima     | Tricky            | Inglese | Alise Haijima                                                                                              |
| Artūrs Hatti      | Love Vibes        | Inglese | Agnese Rozniece, Baiba Ozoliņa, Karlīne Anna Ērgle, Matīss Repsis, Toms Kalderauskis                       |
| Avéi              | Let Me Go         | Inglese | Daniela Brilovska, Ieva Kudlāne, Raitis Aukšmuksts                                                         |
| Inspo             | Sway              | Inglese | Aivars Lietaunieks, Nadīna Stirniniece                                                                     |
| Justs             | Stranger          | Inglese | Justs Sirmais, Uku Moldau, Weronika Maria Gabryelçzyk                                                      |
| Katrine Miller    | Beaten Down       | Inglese | Andris Lūkins, Katrīne Millere                                                                             |
| Luīze             | You to Hold Me    | Inglese | Luīze Vītola                                                                                               |
| Markus Riva       | Forever           | Inglese | Markus Riva                                                                                                |
| Patrisha          | Hush              | Inglese | Jūlijs Melngailis, Krists Indrišonoks, Nanna Prip Pedersen, Patrīcija Ksenija Cuprijanoviča, Rūdolfs Budze |
| Raum              | Fake Love         | Inglese | Daniel Levi Viinalaas, Jānis Jačmenkins, Reinis Straume                                                    |
| Saule             | Finally Happy     | Inglese | Krišjānis Suntažs, Rolands Priverts                                                                        |
| Sudden Lights     | Aijā              | Inglese | Andrejs Reinis Zitmanis, Kārlis Matīss Zitmanis, Kārlis Vārtiņš, Mārtiņš Matīss Zemītis                    |
| Toms Kalderauskis | When It All Falls | Inglese | Julianna Tīruma, Toms Kalderauskis                                                                         |

## Semifinale
La semifinale si è svolta il 4 febbraio 2023 presso gli studi televisivi di LTV. L'ordine di uscita è stato reso noto il 30 gennaio 2023.
Ad accedere alla finale sono stati i primi dieci classificati.
| #  | Artista           | Titolo            |
| -- | ----------------- | ----------------- |
| 1  | Artūrs Hatti      | Love Vibes        |
| 2  | Alise Haijima     | Tricky            |
| 3  | Inspo             | Sway              |
| 4  | Toms Kalderauskis | When It All Falls |
| 5  | Katrine Miller    | Beaten Down       |
| 6  | Justs             | Stranger          |
| 7  | Adriana Miglāne   | Like I Wanna      |
| 8  | 24. Avēnija       | You Said          |
| 9  | Markus Riva       | Forever           |
| 10 | Avéi              | Let Me Go         |
| 11 | Patrisha          | Hush              |
| 12 | Raum              | Fake Love         |
| 13 | Luīze             | You to Hold Me    |
| 14 | Sudden Lights     | Aijā              |

## Finale
La finale si è svolta l'11 febbraio 2023 presso gli studi televisivi di LTV. L'ordine di uscita è stato reso noto il 7 febbraio 2023.
Duncan Laurence, vincitore dell'Eurovision Song Contest 2019, ed Eliza Legzdina, accompagnato dal batterista Beanie dei Rudimental, si sono esibiti durante la serata come ospiti.
I Sudden Lights sono stati proclamati vincitori trionfando sia nel televoto che nel voto della giuria.
| #  | Artista           | Titolo            | Punteggio | Punteggio | Punteggio | Punteggio | Posizione |
| #  | Artista           | Titolo            | Giuria    | Televoto  | Televoto  | Totale    | Posizione |
| -- | ----------------- | ----------------- | --------- | --------- | --------- | --------- | --------- |
| 1  | Alise Haijima     | Tricky            | 3         | 5 607     | 3         | 6         | 8         |
| 2  | Luīze             | You to Hold Me    | 2         | 2 384     | 1         | 3         | 10        |
| 3  | Raum              | Fake Love         | 4         | 6 986     | 5         | 9         | 6         |
| 4  | Toms Kalderauskis | When It All Falls | 7         | 2 608     | 2         | 9         | 7         |
| 5  | Artūrs Hatti      | Love Vibes        | 1         | 6 251     | 4         | 5         | 9         |
| 6  | Patrisha          | Hush              | 10        | 50 958    | 10        | 20        | 2         |
| 7  | Sudden Lights     | Aijā              | 12        | 66 307    | 12        | 24        | 1         |
| 8  | 24. Avēnija       | You Said          | 8         | 8 735     | 7         | 15        | 3         |
| 9  | Avéi              | Let Me Go         | 5         | 8 294     | 6         | 11        | 5         |
| 10 | Markus Riva       | Forever           | 6         | 27 302    | 8         | 14        | 4         |